# ASDマンフレドーニア・カルチョ
ASDマンフレドーニア・カルチョ（Associazione Sportiva Dilettantistica Manfredonia Calcio）は、イタリア・プーリア州マンフレドーニアに本拠地を置くサッカークラブ。2017-18シーズンは、セリエD・ジローネHに所属している。

## 歴史
1932年に創設。1950年に一度は財政破綻し、新たなASマンフレドーニア（Associazione Sportiva Manfredonia）として再スタートを切った後、1980年代にチーム名はSSマンフレドーニア・カルチョ（Società Sportiva Manfredonia Calcio）に変わっている。
長年、セリエD以下のアマチュアリーグが主戦場だったが、2004年には実に64年ぶりのプロリーグ復帰となるセリエC2昇格。さらに翌2005-06シーズンから3シーズンはセリエC1に在籍した。
しかし、レガ・プロ・セコンダ・ディヴィジオーネに所属した2009-10シーズン後に財政破綻。新チームASDマンフレドーニア・フットボール1932（後に現在の名称ASDマンフレドーニア・カルチョに改称）として、地域リーグのエッチェッレンツァから再スタートを切ることになった。

## タイトル

### 国内タイトル
なし

### 国際タイトル
なし

## 過去の成績
- 2003-04 セリエD・ジローネH 1位 C2昇格
- 2004-05 セリエC2・ジローネC 1位 C1昇格
- 2005-06 セリエC1・ジローネB 9位
- 2006-07 セリエC1・ジローネB 7位
- 2007-08 セリエC1・ジローネB 18位 C2降格
- 2008-09 レガ・プロ・セコンダ・ディヴィジオーネ (旧C2)・ジローネC 14位
- 2009-10 レガ・プロ・セコンダ・ディヴィジオーネ・ジローネC 12位 財政破綻により降格
- 2010-11 エッチェッレンツァ・プーリア16位
- 2011-12 エッチェッレンツァ・プーリア4位
- 2012-13 エッチェッレンツァ・プーリア3位 昇格
- 2013-14 セリエD・ジローネH 10位
- 2014-15 セリエD・ジローネH 10位
- 2015-16 セリエD・ジローネH

## 歴代所属選手
- MF  アーメド・アピマー・バルッソ 2003-2006
- FW  マルコ・サウ 2007-2008